# Paratemnoides nidificator
Paratemnoides nidificator es una especie de arácnido del orden Pseudoscorpionida de la familia Atemnidae.

## Distribución geográfica
Se encuentra en México y en Haití.